# Garra cambodgiensis
Espèce
Statut de conservation UICN

 LC  : Préoccupation mineure
Répartition géographique
Garra cambodgiensis est une espèce de poissons d'eau douce de la famille des Cyprinidae. 

## Répartition
Ce poisson se rencontre en Birmanie, au Cambodge, au Laos, en Malaisie, en Thaïlande et au Viêt Nam et notamment dans les bassins du Mékong, du Chao Phraya et du Mae Klong.

## Description
Garra cambodgiensis peut mesurer jusqu'à 24 cm de longueur totale.

## Systématique
Le nom valide complet (avec auteur) de ce taxon est Garra cambodgiensis (Tirant (d), 1883).
L'espèce a été initialement classée dans le genre Cirrhina sous le protonyme Cirrhina cambodgiensis Tirant, 1883.
Garra cambodgiensis a pour synonymes :
- Cirrhina cambodgiensis Tirant, 1883
- Garra parvifilum Fowler, 1939
- Garra taeniata Smith, 1931
- Garra taeniatops Fowler, 1935

### Étymologie
Son épithète spécifique, composée de cambodgi et du suffixe latin -ensis, « qui vit dans, qui habite », lui a été donnée en référence à sa localité type, le Cambodge. 

### Publication originale
- G. Tirant, « Note sur quelques espèces de poissons des montagnes de Samrong-Tong (Cambodge) », Bulletin de la Société des Études Indo-chinoises, Saïgon, vol. 1883,‎ 1883, p. 167-173.